# Frankenia brachyphylla
Frankenia brachyphylla är en frankeniaväxtart som först beskrevs av George Bentham, och fick sitt nu gällande namn av Victor Samuel Summerhayes. Frankenia brachyphylla ingår i släktet frankenior, och familjen frankeniaväxter. Inga underarter finns listade i Catalogue of Life.